# Georg Kannengießer
Carl Georg Friedrich Kannengießer, in Bibliothekskatalogen mitunter fälschlich Kannengiesser (* 26. Mai 1814 in Neustrelitz; † 27. April 1900 ebenda), war ein deutscher Historien-, Porträt- und Landschaftsmaler sowie Kunstprofessor.

## Leben
Georg Kannengießer, ältester Sohn des großherzoglich mecklenburg-strelitzschen Kammerdieners Carl (August Ludwig) Kannengießer (* 1792), besuchte das Gymnasium Carolinum in seiner Heimatstadt, verließ es jedoch ohne Abitur. Nach ersten Zeichenunterricht beim Hofmaler Wilhelm Unger in Neustrelitz studierte er in den Jahren von 1834 bis 1841 an der Akademie zu Düsseldorf. Dort waren Carl Sohn und Wilhelm (von) Schadow seine Lehrer. Nach kurzem Aufenthalt in München unternahm er von 1842 bis 1845 eine Studienreise durch den Mittelmeerraum. In Rom lebte er von Ende 1842 bis Mai 1845 sowie von Dezember 1854 bis Juli 1855. Dort war er Mitglied des Deutschen Künstlervereins und Präsident des „Cervarofestes“ des Vereins am 7. Mai 1855.
Im Jahr 1845 wurde er Lehrer der Großherzogin Marie (1796–1880) von Mecklenburg-Strelitz und erhielt den Professorentitel. Sein Nachfolger als Hofmaler wurde im Jahre 1902 Ludwig Streitenfeld.
Georg Kannengießer war seit 9. Oktober 1846 mit der Neustrelitzer Arzttochter Johanna Maria Friederike, geb. Hanius (1820–1892) verheiratet.
Werke von Kannengießer wurden 1836, 1842, 1847 und 1848 in der Berliner Kunstausstellung ausgestellt und auf der Pariser Weltausstellung im Jahr 1855. Zahlreiche seiner Werke, die im Landesmuseum im Schloss Neustrelitz ausgestellt waren, verbrannten dort 1945.

## Werke

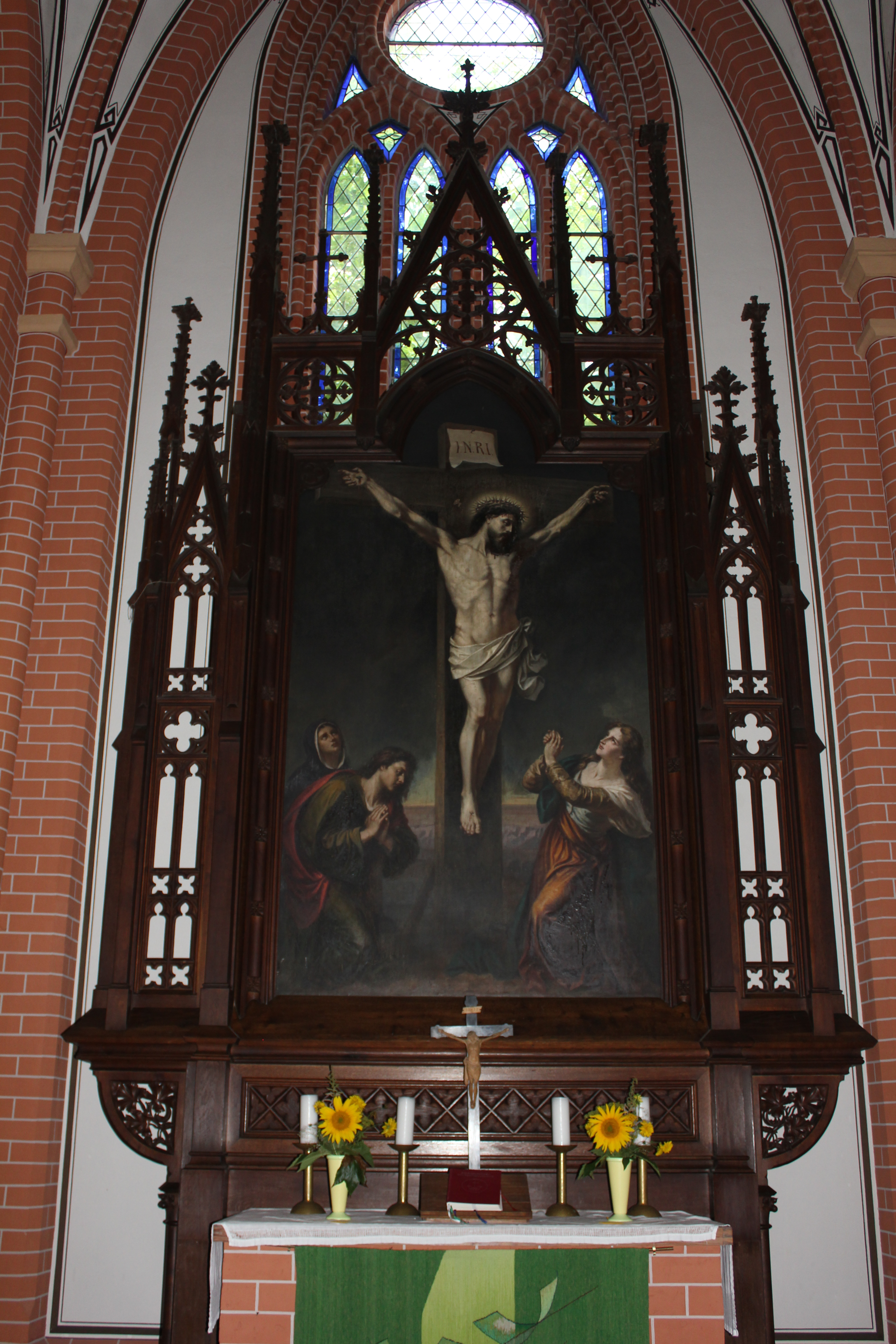
Altar in Penzlin

- Die Grablegung Christi, Altargemälde in der Schlosskirche Neustrelitz (dort nicht mehr vorhanden)
- Ecce homo in der Pfarrkirche Friedland
- Christus mit der Dornenkrone in der Kirche zu Feldberg
- Altargemälde in der Pfarrkirche Friedland
- Altargemälde der St.-Marien-Kirche (Penzlin)
- Porträt der Königin Luise von Preußen
- Porträts der mecklenburgischen Großherzöge Georg und Friedrich Wilhelm von Mecklenburg
- Porträts des Ehepaars Leopold von Yorry und Marie von Yorry, geb. von Petersdorff, Germanisches Nationalmuseum Nürnberg[4][5]